# دستان دعاکننده
البرشت دورر (آلمانی: Albrecht Dürer؛ زادهٔ ۲۱ مه ۱۴۷۱ – درگذشتهٔ ۶ آوریل ۱۵۲۸) نقاش، حکاک و ریاضی‌دان آلمانی دوره نوزائی خالق این اثر است. هم‌اکنون صدها نقاشی ماهرانه آلبرشت دورر قلمکاری‌ها و آبرنگ‌ها و کنده کاری‌های چوبی او در هر موزه بزرگی در سراسر جهان، نگهداری می‌شود.

## داستان
این اثر دستان برادرش یعنی البرت دورر یکی از هجده فرزند این خانوادهٔ بزرگ است که به آخر قرن ۱۵ بر می‌گردد. آلبرشت دورر و برادرش آلبرت (دو تا از هجده فرزند) رؤیایی را در سر داشتند. هر دو برادر آرزو داشتند نقاش چیره‌دستی شوند، اما خیلی خوب می‌دانستند که پدرشان هرگز نمی‌تواند آن‌ها را برای ادامه تحصیل به نورنبرگ بفرستد زیرا آنها از خانوادهٔ نه چندان قوی از نظرمالی بودند. شبی این دو برادر تصمیم می‌گیرند که سکه قرعه بیاندازند و بازنده می‌بایست برای کار در معدن به جنوب می‌رفت و برادر دیگرش را حمایت مالی می‌کرد تا در آکادمی به فراگیری هنر بپردازد، و پس از آن برادری که تحصیلش تمام شد باید در چهار سال بعد برادرش را از طریق فروختن نقاشی‌هایش حمایت مالی می‌کرد تا او هم به تحصیل در دانشگاه ادامه دهد. دو برادر در یک صبح یکشنبه به کلیسا رفتند و سکه انداختند. آلبرشت دورر برنده شد و به نورنبرگ رفت در همین حین آلبرت به معدن‌های خطرناک جنوب رفت و برای ۴ سال به‌طور شبانه‌روزی کار کرد تا از برادرش را که در آکادمی تحصیل می‌کرد حمایت مالی کند. البرشت رشد کرد و در دوران تحصیلش درآمد زیادی کسب کرد. وقتی هنرمند جوان به دهکده اش برگشت، خانواده دورر برای موفقیت‌های آلبرشت و برگشت او به کانون خانواده پس از ۴ سال یک ضیافت شام برپا کردند. البرشت به برادرش البرت گفت حالا نوبت تو است که دنبال ارزوهایت بروی اما البرت جوان سرش را پایین انداخت و گفت دست‌هایم آنقدر در این چهار سال شکسته و پیر شده‌است که حتی نمی‌توانم یک لیوان را نگهدارم الان برای من خیلی دیر است برادر.

## اثر دستان دعا کننده
دست‌های دعا (به آلمانی: Betende Hände)، همچنین به‌عنوان مطالعه دست‌های یک رسول (Studie zu den Händen eines Apostels) نیز شناخته می‌شود، طراحی با قلم و جوهر توسط آلبرشت دورر، نقاش و نظریه‌پرداز آلمانی است.

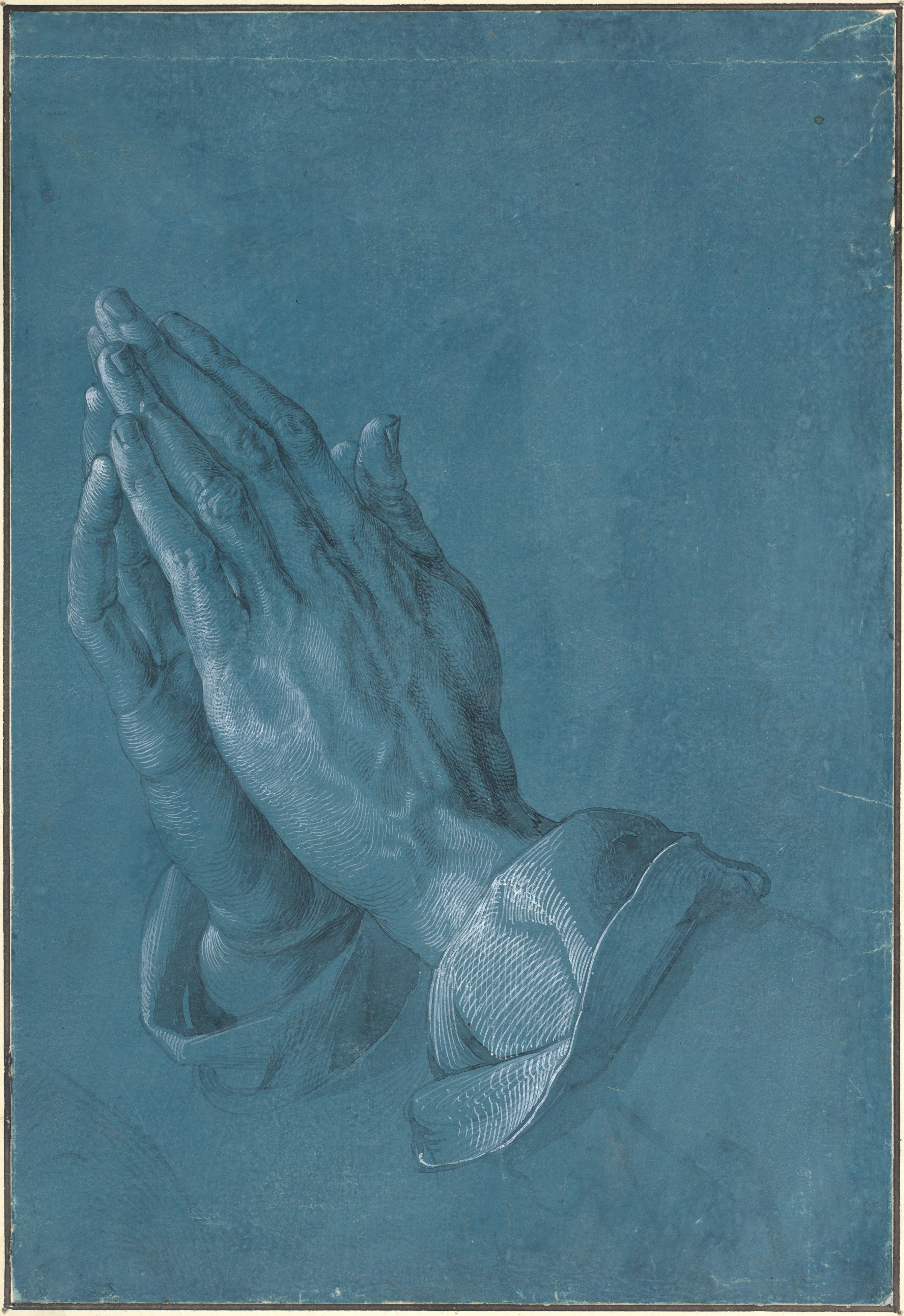
نمایی از تابلوی «دستان دعاکننده»، اثر ۱۵۰۸ میلادی

این اثر امروز در موزه آلبرتینا در وین، اتریش نگهداری می‌شود. دورر این نقاشی را با استفاده از تکنیک بلند کردن سفید و جوهر سیاه روی کاغذ رنگی آبی (خودساخته) خلق کرد. این نقاشی نمای نزدیک از دو دست مرد را نشان می‌دهد که به هم گره شده و مشغول دعا هستند. همچنین آستین‌های نیمه بالا زده نیز دیده می‌شود. آلبرشت دورر برای قدردانی از همه سختی‌هایی که برادرش به خاطر او متحمل شده بود، دستان پینه بسته برادرش را که به هم چسبیده و انگشتان لاغرش به سمت آسمان بود، به تصویر کشید. او نقاشی استادانه اش را صرفاً دست‌ها نام گذاری کرد اما جهانیان احساساتش را متوجه این شاهکار کردند و کار بزرگ هنرمندانه او را «دستان دعا کننده» نامیدند.